# Karl Pfirsch
Karl Heinrich Pfirsch (* 30. November 1877 in Schweinfurt; † 15. Juli 1967 in Brannenburg) war ein deutscher Direktor bei Krupp, der im Krupp-Prozess angeklagt und freigesprochen wurde.

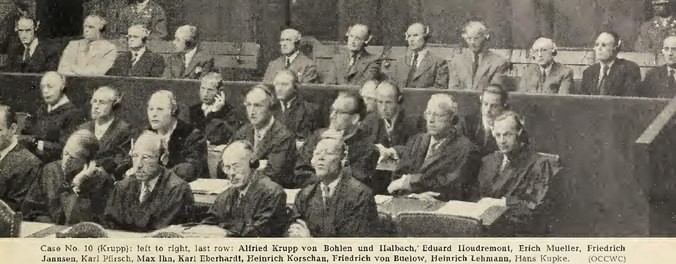
Pfirsch (5. von links) auf der Anklagebank

## Leben
Pfirsch trat Mitte Juli 1902 sein Beschäftigungsverhältnis bei der Gussstahlfabrik der Friedrich Krupp A.G. an. Beim Kruppunternehmen machte er rasch Karriere: Im Oktober 1914 wurde er Handlungsbevollmächtigter, im Dezember 1917 wurde er Prokurist, im Februar 1920 Abteilungsdirektor und im November 1923 war er bereits stellvertretender Direktor. Ab 1927 war er leitend in der Abteilung Kriegsmaterial des Kruppunternehmens tätig.
Zur Zeit des Nationalsozialismus trat er der NSDAP zum 1. Mai 1937 bei (Mitgliedsnummer 5.608.734) und wurde auch zum Wehrwirtschaftsführer ernannt. Während des Zweiten Weltkrieges wurde er im März 1941 bei Krupp schließlich stellvertretendes Mitglied des Vorstandes und für den Kriegsmaterialverkauf des Unternehmens zuständig. Von April 1943 bis Mitte Dezember 1943 war er stellvertretendes Vorstandsmitglied und zuständig für die Hauptstelle Berlin des Unternehmens. Nach der Lex Krupp war er ab Dezember 1943 stellvertretendes Direktoriumsmitglied. Er gehörte dem Aufsichtsrat der Fried. Krupp Berthawerk A.G. in Markstädt bei Breslau an. Zudem war er im Beirat der AGK. Pfirsch war Träger des Kriegsverdienstkreuzes 2. Klasse und des Kommandeurkreuzes des Bulgarischen Verdienstordens.
Nach Kriegsende wurde er im Juli 1945 in den Ruhestand verabschiedet. Bald darauf wurden Pfirsch und weitere Mitglieder des Krupp-Direktoriums festgenommen und inhaftiert. Im Zuge der Nürnberger Prozesse wurde Pfirsch im Krupp-Prozess angeklagt, jedoch am 31. Juli 1948 in allen Anklagepunkten als einziger Angeklagter in diesem Verfahren freigesprochen.